# Шишинське-Голендри
Шишинське-Голендри (пол. Szyszyńskie Holendry) — село в Польщі, у гміні Слесін Конінського повіту Великопольського воєводства.
Населення — 595 осіб (2011).
У 1975-1998 роках село належало до Конінського воєводства.

## Демографія
Демографічна структура станом на 31 березня 2011 року:
|          | Загалом | Допрацездатний вік | Працездатний вік | Постпрацездатний вік |
| -------- | ------- | ------------------ | ---------------- | -------------------- |
| Чоловіки | 292     | 72                 | 195              | 25                   |
| Жінки    | 303     | 72                 | 185              | 46                   |
| Разом    | 595     | 144                | 380              | 71                   |